# پرتسکوو
پرتسکوو (به چکی: Přeckov) یک منطقهٔ مسکونی در جمهوری چک است که در منطقه تربیچ واقع شده‌است. پرتسکوو ۴٫۶۱ کیلومتر مربع مساحت و ۷۱ نفر جمعیت دارد و ۴۹۰ متر بالاتر از سطح دریا واقع شده‌است.